# クラウディアーノ・ベセーラ・ダ・シウヴァ
カカ (Kaká) こと、クラウジアーノ・ベゼーラ・ダ・シウヴァ（Claudiano Bezerra da Silva, 1981年5月16日 - ）は、ブラジル・ペルナンブーコ州出身の元サッカー選手。現役時代のポジションはディフェンダー。

## 経歴
1981年5月16日、ブラジルのサン・ジョゼ・ド・ベウモンチに生まれる。2002年にウニオン・バンデイランチFCに入団すると、いくつかのクラブをローン移籍で渡り歩いた。
2006年にポルトガルのアカデミカ・コインブラに移籍し、2008-09シーズンからドイツ・ブンデスリーガのヘルタ・ベルリンに加入した。2008年8月17日のアイントラハト・フランクフルト戦でブンデスリーガデビューを果たした。
2016-17シーズン限りでプリメイラ・リーガのCDトンデラを退団し、翌シーズンよりリーガ・プロのヴァルジンSCへ加入することが発表された。

## タイトル
オモニア
- キプロス・ファーストディビジョン : 2009-10

APOEL
- キプロス・ファーストディビジョン : 2013-14, 2014-15
- キプロス・カップ : 2013-14, 2014-15